# Eucybe clara
Eucybe clara är en mångfotingart som beskrevs av Chamberlin 1941. Eucybe clara ingår i släktet Eucybe och familjen Andrognathidae. Inga underarter finns listade i Catalogue of Life.